# Jon Jerde
Jon Adams Jerde (* 22. Januar 1940 in Alton (Illinois); † 9. Februar 2015 in Brentwood (Los Angeles)) war ein US-amerikanischer Architekt.
Jerde erhielt seinen Abschluss an der USC School of Architecture der University of Southern California. Er begann bei Charles Kober Associates zu arbeiten und beschäftigte sich dort mit verschiedenen Projekten, u. a. dem Einkaufszentrum Paseo Colorado in Pasadena (Kalifornien).
Jerde gründete die Firma The Jerde Partnership, die sich auf die Konstruktion von Einkaufszentren weltweit spezialisiert hat. Seine Firma expandierte im Laufe der Jahre und hatte Standorte in Los Angeles, Hongkong, Shanghai, Seoul, Amsterdam und Dubai. Im Laufe der Jahre war Jerde für zahlreiche Projekte verantwortlich und hat maßgeblich mitgewirkt (s. Tabelle).

## Arbeiten
| Name                             | Stadt           | US-Bundesstaat/ Staat | Fertigstellung | weitere Informationen                                               | Bild |
| -------------------------------- | --------------- | --------------------- | -------------- | ------------------------------------------------------------------- | ---- |
| Westfield Horton Plaza           | San Diego       | Kalifornien           | 1985           |                                                                     |      |
| Fashion Island                   | Newport Beach   | Kalifornien           | 1989           | Größere Umbauten des Originalbaus von 1967                          |      |
| Mall of America                  | Twin Cities     | Minnesota             | 1992           |                                                                     |      |
| Universal CityWalk Hollywood     | Los Angeles     | Kalifornien           | 1993           |                                                                     |      |
| Treasure Island Hotel and Casino | Las Vegas Strip | Nevada                | 1993           | In Zusammenarbeit Steve Wynn (Unternehmer)                          |      |
| Fremont Street Experience        | Las Vegas       | Nevada                | 1995           |                                                                     |      |
| Canal City Hakata                | Fukuoka         | Japan                 | 1996           |                                                                     |      |
| Hotel Bellagio                   | Las Vegas Strip | Nevada                | 1998           |                                                                     |      |
| Palms Casino Resort              | Las Vegas       | Nevada                | 2001           | Erster Turm (rechts im Bild)                                        |      |
| Roppongi Hills                   | Tokio           | Japan                 | 2002           |                                                                     |      |
| Wynn Las Vegas                   | Las Vegas Strip | Nevada                | 2005           |                                                                     |      |
| Palms Phase II                   | Las Vegas       | Nevada                | 2006           | „Fantasy Tower“ (links im Bild)                                     |      |
| Palms Place                      | Las Vegas       | Nevada                | 2008           | Dritter Turm                                                        |      |
| Namba Parks                      | Osaka           | Japan                 | 2009           |                                                                     |      |
| Santa Monica Place               | Santa Monica    | Kalifornien           | 2010           | Kompletter Umbau zusammen mit Frank Gehrys Einkaufszentrum von 1980 |      |

## Auszeichnungen
- 1985 USC School of Architecture's Distinguished Alumnus award als erster Preisträger
- 1990 Fellow of the American Institute of Architects[3]